# Fieseler Fi 5
Fieseler Fi 5  var ett tyskt sportflygplan. Flygplanet hade ursprungligen beteckningen Fieseler F5. Flygplanet konstruerades av Gerhard Fieseler som ett avancerat skol- och sportflygplan godkänt för avancerad flygning.
Konstruktionen blev Fieselers största civila kommersiella framgång. Flygplanet var ett lågvingat monoplan med två öppna sittbrunnar. Hirthmotorn drev en tvåbladig dragande propeller. Hjullandstället var fast med ett hjul under var vinge, för att ge cirka 2 meters avstånd mellan hjulen, belastningen i bakkroppen togs upp av en sporrfjäder. För att minska luftmotståndet försågs hjulen med strömlinjeformade kåpor. Luftwaffe köpte ett antal flygplan till sin skolverksamhet.